# Katzenjammer
Katzenjammer (Катценъяммер) — норвежская фолк-группа из Осло, созданная в 2005 году. Название группы в переводе с немецкого языка означает «похмелье» (досл.: «кошачий вопль»).

## История
В состав музыкального коллектива входят Анне Марит Бергхейм, Марианне Свен, Сольвейг Хейло и Турид Йоргенсен. Своё название группа заимствовала из серии американских комиксов The Katzenjammer Kids.
Группа была создана Турид, Сольвейг и Анне Марит, а также Тувой Андерсен во время обучения в Норвежском Сценическом Институте. После ухода Тувы Андерсен из коллектива к «Katzenjammer» присоединилась Марианне Свен.
Частые концерты, а также участие в норвежском конкурсе молодых талантов «Kjempesjansen» способствовали быстрому росту числа поклонников. Выступления на национальных музыкальных фестивалях и на разогреве у Kaizers Orchestra, во время их турне по Норвегии, помогли квартету набрать популярность. В 2008 году группа с песней «A Bar In Amsterdam» вышла в финал музыкального конкурса, устроенного Норвежской Телерадиовещательной Корпорацией. В марте этого же года группа выпустила второй сингл — «Tea With Cinnamon».
Яркое выступление «Katzenjammer» на скандинавском музыкальном фестивале by:Larm в начале 2008 года привлекло внимание массмедиа и ознаменовало окончательный прорыв к успеху. Признание открыло двери в известные клубы Норвегии: 1500-местный концертный зал «Rockefeller» в Осло был распродан дважды за 90 дней.
В сентябре 2008 года состоялся релиз их дебютного альбома «Le Pop». Автором большинства песен выступил Матс Рюбё (норв. Mats Rybø). Песни исполняются на английском и отчасти на норвежском языках. Этот альбом принёс группе номинацию в «Spellemannprisen» в категории «Новичок года». Группа открыла церемонию вручения наград.
Второй альбом «Katzenjammer», получивший название «A Kiss Before You Go», был издан в сентябре 2011 года. Критики положительно восприняли альбом, а BMVI присвоило альбому статус золотого. В 2012 году группа выпускает первый живой альбом «A Kiss Before You Go: Live in Hamburg», записанный в гамбургском клубе Grosse Freiheit 36 во время тура 2011 года.
В марте 2015 года выходит третий студийный альбом группы — «Rockland».
3 января 2016 года Марианне Свен заявила о своём уходе из группы

## Международные выступления
Ещё до выхода своего первого альбома за границей группа концертировала в Европе и в США. Весной 2009 года она представила своё творчество на фестивале Eurosonic в Нидерландах и выступила на разогреве у группы Keane в лондонском концертном зале O2 Arena. В марте 2009 года «Katzenjammer» дали ряд успешных концертов в рамках фестиваля South by Southwest в Остине, штат Техас. По приглашению Дэвида Бирна коллектив гастролировал на Bonnaroo Music Festival в Манчестере, штат Теннесси. Большой популярностью пользуются концерты квартета и в Германии, где группа выступала неоднократно.
В мае 2009 года «Katzenjammer» выступили на «Днях Норвегии» в Мурманске. В 2012 году группа снова гастролировала в России, выступив 2 июня на фестивале «Дикая Мята» в Этномире и 3 июня на фестивале «Усадьба Джаз» в Усадьбе Архангельское.

## Стиль
В музыкально-эстетическом отношении группу вдохновляют различные стилевые направления: фолк, поп, рок, кантри, хонки тонк. Наряду со стилевым сходством с рок-группой B-52's присутствуют элементы джаза, блюграсса и шансона. Особенность «Katzenjammer» заключается и в том, что каждая участница владеет несколькими музыкальными инструментами, которые они меняют на своих выступлениях почти после каждой песни. Энергичные колоритные выступления позволяют критикам сравнивать квартет с Gogol Bordello, Red Elvises, Dixie Chicks или Leningrad Cowboys.

## Состав

### Текущий состав
- Анне Марит Бергхейм (норв. Anne Marit Bergheim) — вокал, аккордеон, мандолина, банджо, фортепиано, акустическая гитара (с 2005)
- Сольвейг Хейло (норв. Solveig Heilo) — вокал, губная гармоника, балалайка-контрабас, труба, барабаны (с 2005)
- Турид Йоргенсен (норв. Turid Jørgensen) — вокал, балалайка-контрабас, банджо (с 2005)

### Бывшие участники
- Марианне Свен[16] (норв. Marianne Sveen) — вокал, акустическая гитара, фортепиано, мандолина, балалайка-контрабас, барабаны (2005—2016)
- Тува Андерсен[2] (норв. Tuva Andersen) (2005)

## Дискография
- 2008 — Le Pop
- 2011 — A Kiss Before You Go
- 2012 — A Kiss Before You Go: Live in Hamburg
- 2015 — Rockland